# Microcyclas lamellosa
Microcyclas lamellosa is een uitgestorven slakkensoort uit de familie van de Valvatidae. De wetenschappelijke naam van de soort werd voor het eerst geldig gepubliceerd in 1909 door Raspail.